# Ryan Fosso
Donfack Ryan Gloire Fosso Ymefack (* 17. Juni 2002 in Lugano) ist ein Schweizer Fussballspieler.

## Karriere

### Verein
Fosso begann seine Laufbahn beim FC Bulle. Im Sommer 2016 wechselte er zum FC Fribourg, bevor er sich ein Jahr später dem FC Central FR anschloss. Im Sommer 2018 wechselte er zum BSC Young Boys. Zur Saison 2020/21 wurde er in das Kader der zweiten Mannschaft befördert. In jener aufgrund der COVID-19-Pandemie verkürzten Spielzeit kam Fosso in elf Partien in der viertklassigen 1. Liga zum Einsatz und schoss dabei drei Tore. Die Reserve der Berner stieg schliesslich in die Promotion League auf. In der folgenden Spielzeit absolvierte Fosso 27 Spiele in der dritthöchsten Schweizer Spielklasse und traf einmal. Zur Saison 2022/23 wechselte der Mittelfeldspieler nach Liechtenstein zum in der Challenge League spielenden FC Vaduz. Im Sommer 2024 wechselte er in die niederländische Eredivisie zu Fortuna Sittard.

### Nationalmannschaft
Fosso debütierte im März 2023 in der Schweizer U-20-Auswahl.